# Рэйнбоу Драйв (фильм)
«Рэйнбоу Драйв» (англ. Rainbow Drive) — кинофильм. Экранизация романа Родерика Торпа.

## Сюжет
В Голливуде происходит серия убийств. За расследование берётся полицейский отдела убийств Майк Галлахер. Очень скоро он обнаруживает сильное сопротивление продвижению расследования со стороны влиятельных политиков. Ему предстоит разобраться с коррупционной сетью преступников.

## В ролях
| Актёр             | Роль            |
| ----------------- | --------------- |
| Питер Уэллер      | Майк Галлахер   |
| Сила Уорд         | Лора Дэмминг    |
| Дэвид Карузо      | Ларри Хэммонд   |
| Тони Джей         | Макс Холистер   |
| Джеймс Лоренсон   | Ганс Рёриг      |
| Джон Гриз         | Эззолини        |
| Генри Дж. Сандерс | Марвин Берджесс |
| Крис Малки        | Айра Розенберг  |